# Szécsény
Szécsény [ˈseːtʃeːɲ] ist eine ungarische Stadt im gleichnamigen Kreis im Komitat Nógrád.

## Geografische Lage
Szécsény liegt in Nordungarn, 21 Kilometer westlich des Komitatssitzes Salgótarján und ungefähr drei Kilometer vom Fluss Ipoly entfernt, der die Grenze zur Slowakei bildet.

## Sehenswürdigkeiten
Bekannt ist das Barockpalais Forgács. Im Ortsteil Benczúrfalva befindet sich das Grab des bekannten ungarischen Malers Gyula Benczúr.

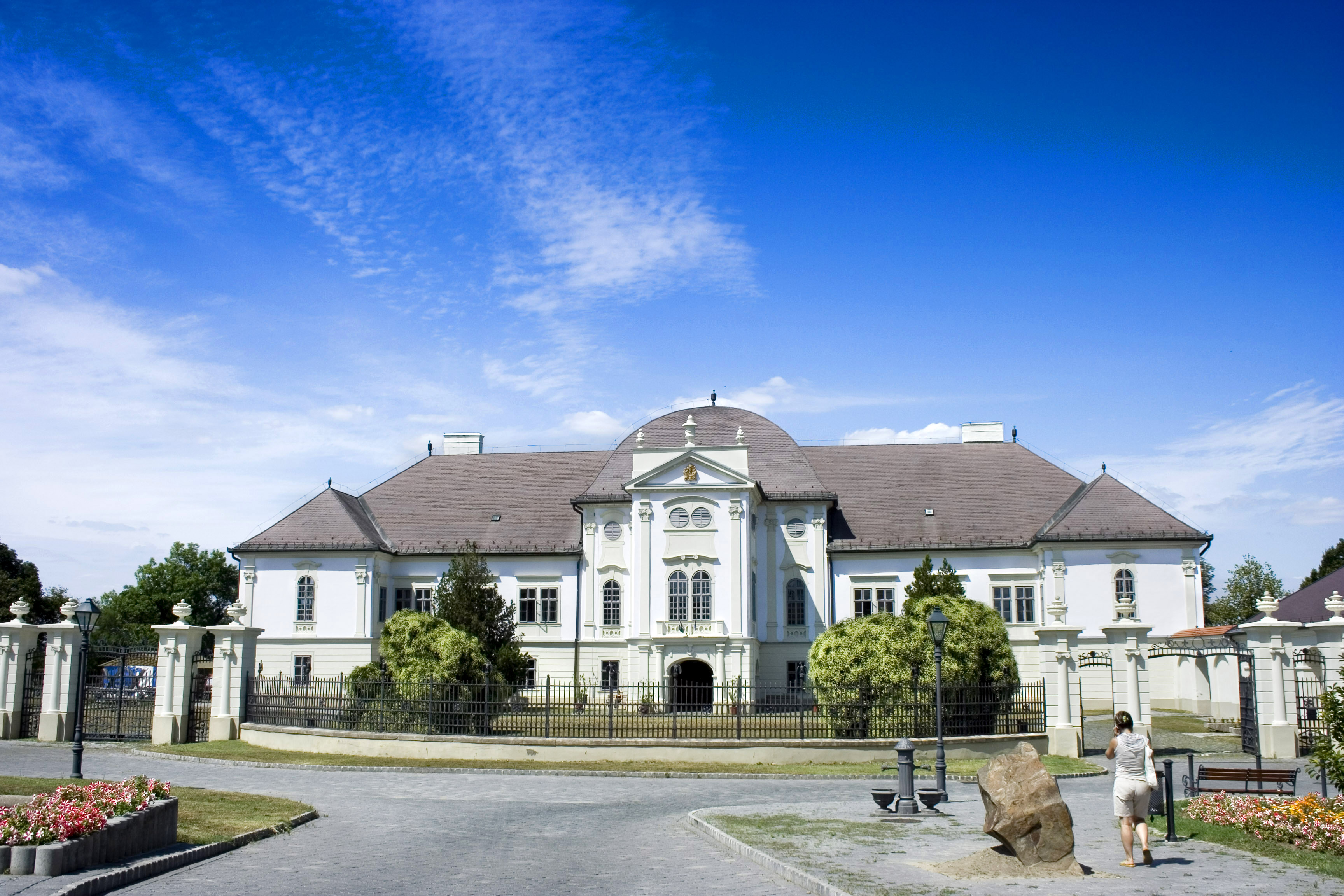
Schloss Forgács

## Städtepartnerschaften
Es bestehen folgende Städtepartnerschaften:
- Fiľakovo, Slowakei
- Kováčovce, Slowakei
- Niepołomice, Polen
- Warta, Polen

## Söhne und Töchter der Stadt
- Lajos Haynald (1816–1891), römisch-katholischer Geistlicher, Erzbischof von Kalocsa 1867–1891
- Franz Tibor Hollós (1906–1954), römisch-katholischer Geistlicher, Rechtswissenschaftler